# جونيتشي ساتو
جونيتشي ساتو (باليابانية:佐藤 順一) من مواليد 11 مارس 1960 أما، اليابان, هو مخرج أنيمي وأفلام ياباني. 

## روابط خارجية
- جونيتشي ساتو على تويتر